# Вирфуріле (Прахова)
Вирфуріле (рум. Vârfurile) — село у повіті Прахова в Румунії. Входить до складу комуни Валя-Келугеряске.
Село розташоване на відстані 61 км на північ від Бухареста, 11 км на північний схід від Плоєшті, 85 км на південний схід від Брашова.

## Населення
За даними перепису населення 2002 року у селі проживали 80 осіб, усі — румуни. Усі жителі села рідною мовою назвали румунську.